# Ulica Mysłowicka w Katowicach
Ulica Mysłowicka w Katowicach – ulica w Katowicach, ciągnąca się na całej długości na obszarze dzielnicy Giszowiec. Swą nazwę wzięła od miasta Mysłowice, do którego prowadzi w kierunki wschodnim. Przedłużeniem drogi w Mysłowicach jest ul. Mikołowska. Jest to droga powiatowa o klasie drogi zbiorczej. Ulica Mysłowicka ma długość 2 924 m i powierzchnię 24 080 m².

## Historia i opis

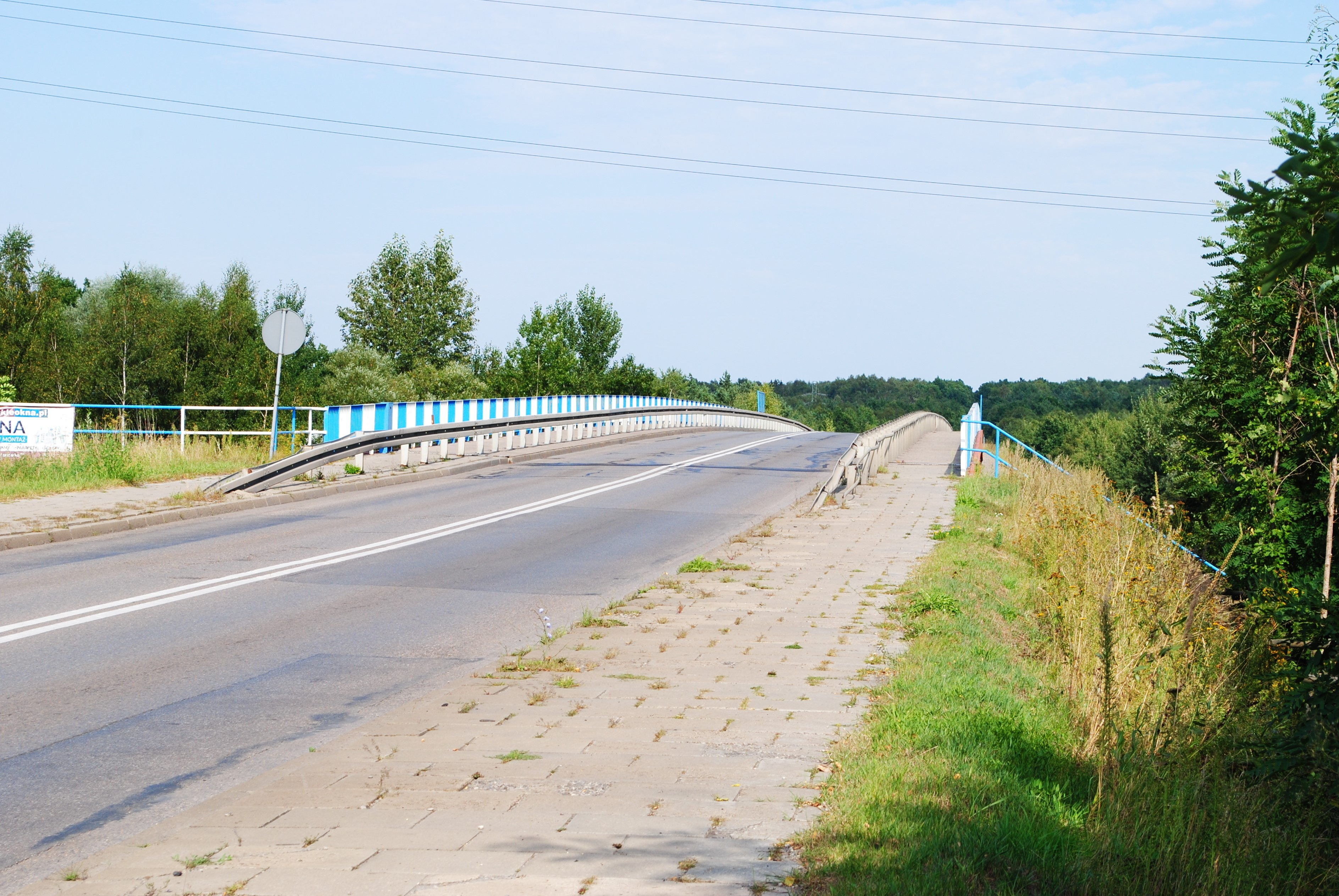
Wiadukt nad autostradą A4 (widok w kierunku Mysłowic)

Ulica powstała pomiędzy 1907 a 1910 rokiem wraz z powstaniem Giszowca – kolonii robotniczej dla pracujących w kopalni „Giesche” (późniejszy „Wieczorek”). Droga jest północną granicą tego kompleksu osiedla-ogrodu. W okresie Rzeszy Niemieckiej (do 1922 roku) ulica nosiła nazwę Chaussée nach Myslowitz, a w latach niemieckiej okupacji Polski (1939–1945) ulica nosiła nazwę Myslowitzerstraße. W latach międzywojennych oraz pod II wojnie światowej do 25 września 1947 roku była to ulica Modrzejowska.
W latach siedemdziesiątych XX wieku część zabytkowych domów wyburzono. Na ich miejscu w rejonie początkowym ulicy Mysłowickiej wzniesiono osiedle domów wielorodzinnych. Osiedle od 15 sierpnia 1979 do 1990 roku nosiło imię Stanisława Staszica. Zaprojektowała je inż. Olga Ziętkiewicz.
Ciąg ulic: Mysłowicka – Kolista – 73 Pułku Piechoty – Kolejowa posiada funkcję ulicy głównej. Z przekrojowych badań pomiarowych, przeprowadzonych w 2007 roku na zlecenie Urzędu Miasta Katowice wynika, że natężenie ruchu na ulicy Mysłowickiej w godzinie popołudniowego szczytu wynosi 613 samochodów (89,7% to samochody osobowe, 7,8% to samochody dostawcze, 1,3% – samochody ciężarowe, 0,4% – autobusy). Ulicą kursują autobusy Zarządu Transportu Metropolitalnego.
Przy ulicy Mysłowickiej swoją siedzibę mają (stan na listopad 2020 roku): firmy i przedsiębiorstwa handlowo-usługowe, Administracja Staszic Śląsko-Dąbrowskiej Spółki Mieszkaniowej, Giszowiecka Spółdzielnia Mieszkaniowa, Przychodnia Bracka Staszic Fundacji Unia Bracka i Giszowieckie Centrum Kultury.

## Obiekty zabytkowe
Ulica Mysłowicka jest jedną z ulic, przy których znajduje się fragment zabytkowego osiedla Giszowiec. Osiedle zostało wpisane do rejestru zabytków dnia 18 sierpnia 1978 roku (nr rej.: 1229/78); granice ochrony obejmują układ urbanistyczny wraz z istniejącą zabudową i zielenią zorganizowaną, zawarty między ulicami: Mysłowicką, Górniczego Stanu, autostradą A4, przebiegającą zachodnią pierzeją rynku (plac Pod Lipami). Osiedle wybudowano w latach 1907–1910 według projektu architektów Georga i Emila Zillmannów, rozbudowane w latach 1920–1924. Jest to jednolity stylowo zespół (modernizm), będący przykładem realizacji na Górnym Śląsku idei osiedli–ogrodów.
Przy ul. Mysłowickiej 70/72 znajduje się dom z budynkiem gospodarczym z lat 1907–12; wpisany do rejestru zabytków dnia 16 lutego 2004 roku (nr rej.: A/112/04).

Zabytki położone przy ulicy Mysłowickiej
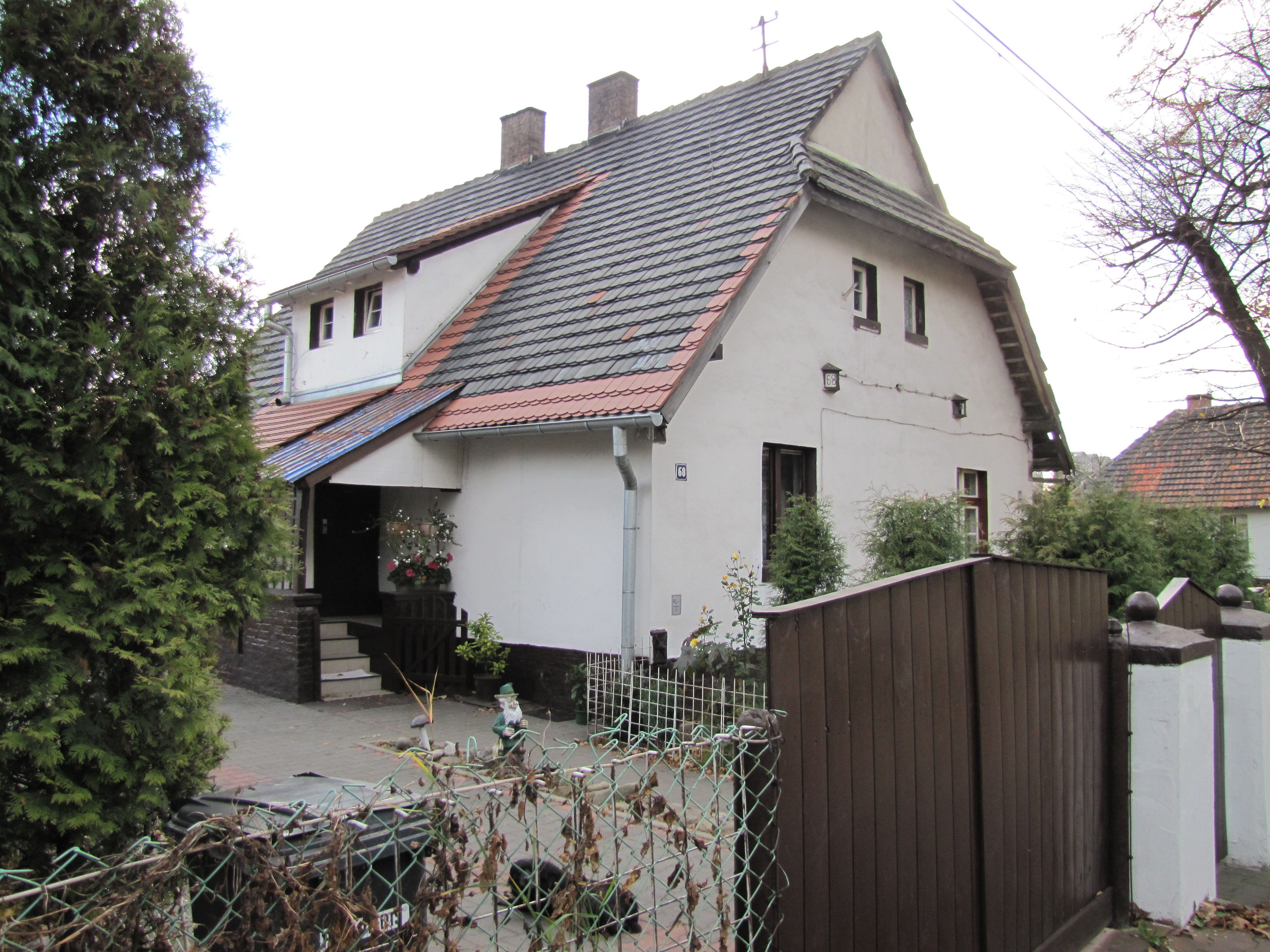
Ul. Mysłowicka 58/60
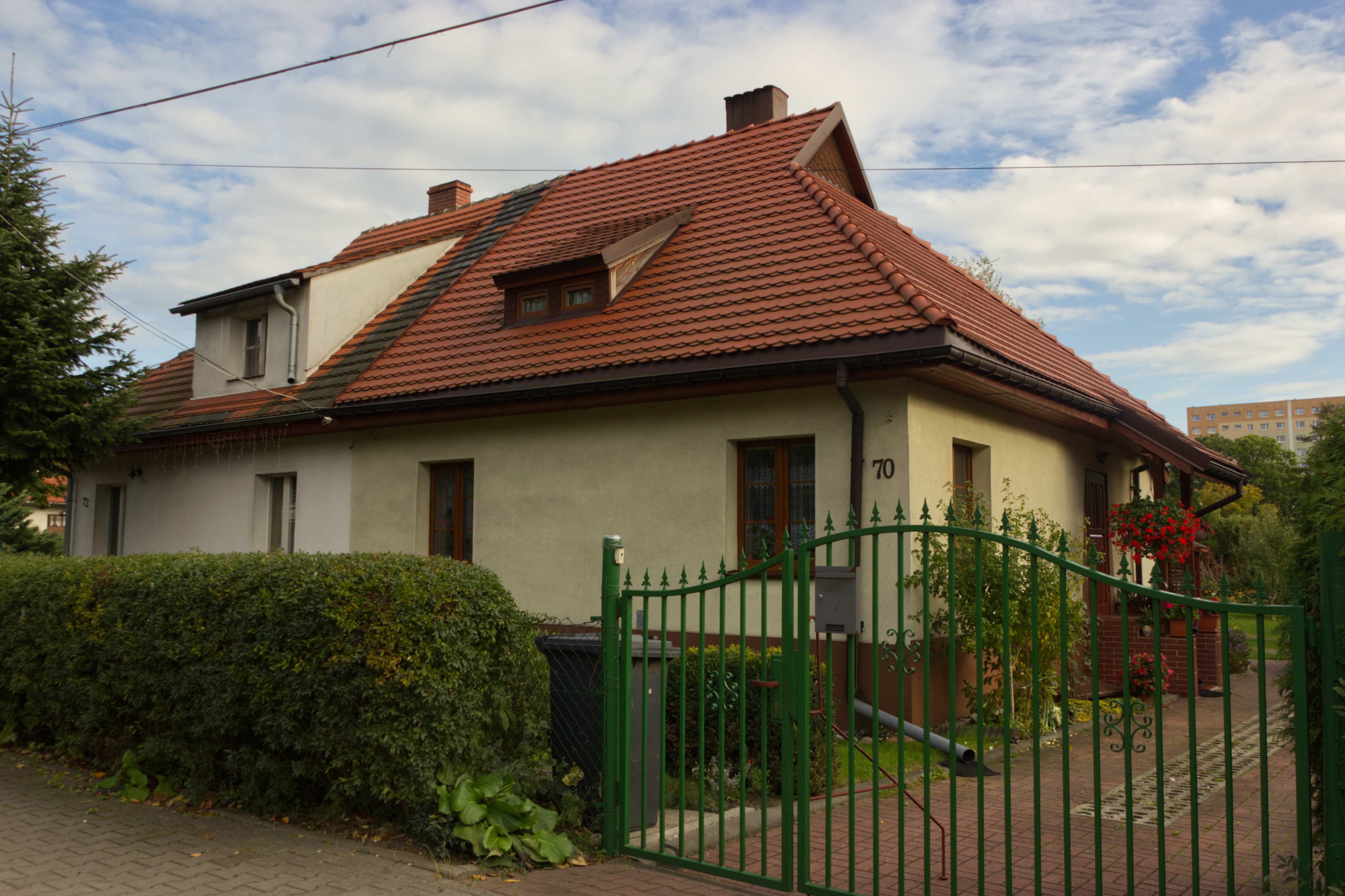
Ul. Mysłowicka 70/72
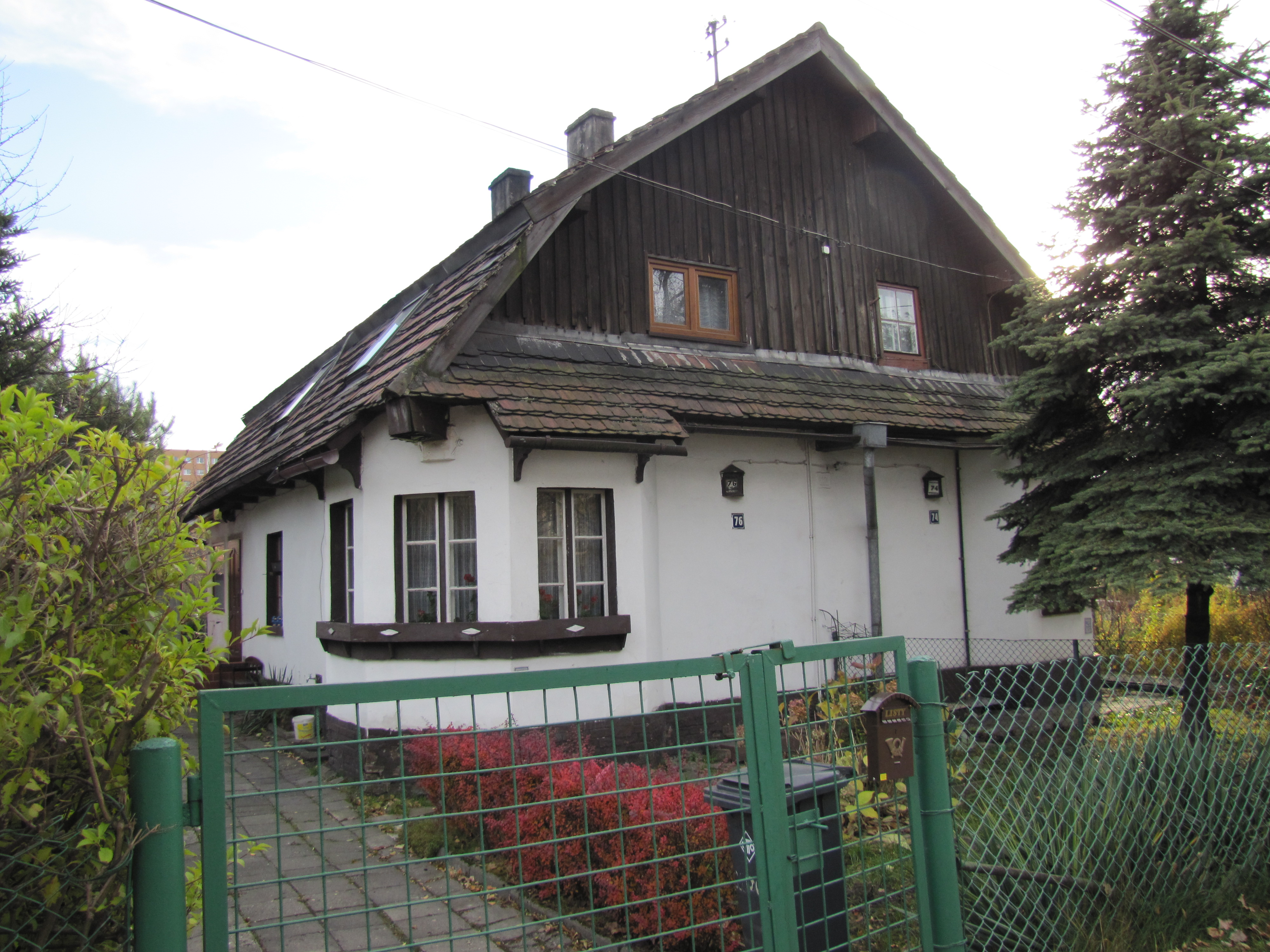
Ul. Mysłowicka 74/76